# يارا ابراهيم
يارا ابراهيم روائية وكاتبة مصرية.

## أعمالها ومؤلفاتها
- حكايات الأمس - التاريخ لا يقول وداعًا: صدرت عام 2020 عن دار كتوبيا للنشر والتوزيع بالقاهرة.
- نموذج كويلر: صدرت عام 2023 عن دار كتوبيا للنشر والتوزيع بالقاهرة.
- مأساة مدام شلبي: صدرت عام 2025 عن دار كتوبيا للنشر والتوزيع بالقاهرة.

## وصلات خارجية
- صفحة الكاتبة على موقع جود ريدز
- صفحة الكاتبة على موقع أبجد